# Luma de Oliveira
Luma de Oliveira ( Nova Friburgo, 10 décembre 1962) est une ancienne mannequin, ancienne actrice et femme d'affaires brésilienne.

## Biographie
Luma de Oliveira est la dernière des six enfants de José Luiz Bedas de Oliveira et Maria Luíza de Castro Oliveira, ses grands-parents paternels étant Severino Augusto de Carvalho Oliveira et Elverita Maria Naegele de Oliveira, et ses grands-parents maternels João Batista de Castro e Souza et Alcina Teixeira de Castro.
Elle grandit à Niterói. Elle commence sa carrière de mannequin à l'âge de 16 ans, initialement connue comme la sœur cadette de la célèbre actrice Ísis de Oliveira. Elle est ainsi présentée de cette manière lors d'une séance photographique pour le magazine Playboy, en août 1984.
Elle acquiert de la notoriété dans tout le pays, en tant que muse des défilés de carnaval apothéotiques dans plusieurs écoles de Rio de Janeiro,,. Elle fait ses débuts sur l'avenue comme danseuse de Portela, dans deux défilés, au début des années 1980, sans grande répercussion. En 1987, pour sa première fois comme marraine de la percussion, elle enchante la Marquês de Sapucaí avec ses seins exposés, aux Caprichosos de Pilares  (où elle défile à nouveau en 1990 et 2005). En 1993 et 1994, elle fréquente Mangueira, la seule école où elle n'occupe pas le poste de reine du tambour.

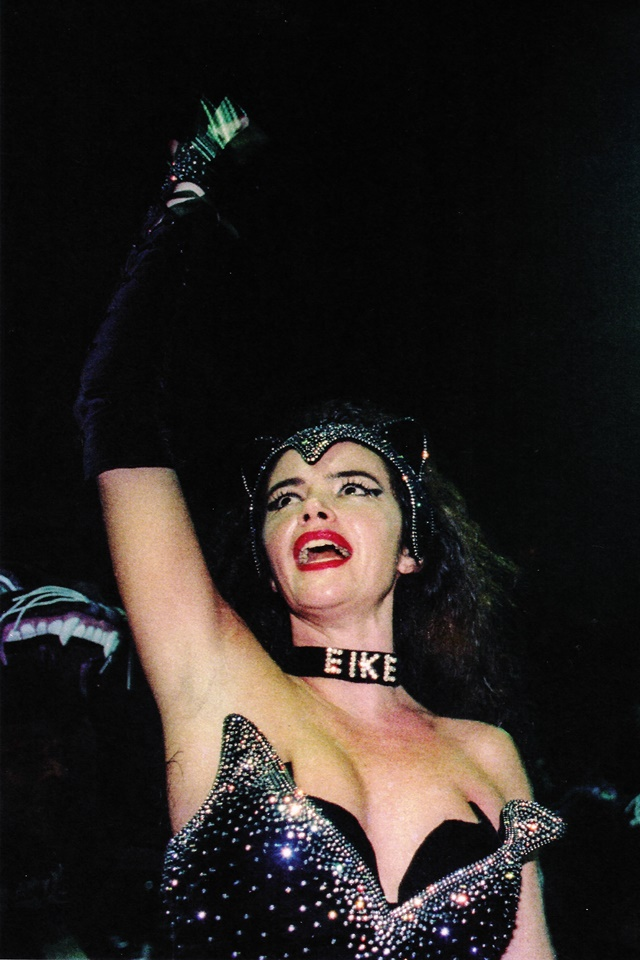
En 1998, Luma de Oliveira suscite la controverse en rendant hommage à son mari d'alors, Eike Batista.

En 1998, à Tradição (où elle défile également en 1988, 1989, 1994, 1995 et 1996), elle devient une controverse nationale lorsqu'elle défile avec un collier portant le nom de son mari d'alors, Eike Batista. Elle est critiquée dans la mesure où elle transmet une image de soumission féminine, à ce qu'elle répond que "les femmes soumises ne défilent pas dans les écoles de samba". En 2001, à Viradouro, une école où elle défile pendant cinq ans  (de 1999 à 2003), elle fait l'un de ses défilés les plus marquants, dans lequel elle incarne la luxure, accompagnée de son mari. En 2004, elle renonce à défiler comme reine de la Mocidade Independente de Padre Miguel, invoquant une fausse grossesse, pour tenter de sauver son mariage. En 2005, il y a une nouvelle tentative de polémique, lorsqu'elle revient aux Caprichosos  avec une paire de menottes autour du cou. En 2008, elle retire sa candidature à la présidence de Viradouro, qui n'a pas été bien accueillie par de nombreux membres de l'école. Après une absence de trois ans du sambadrome,, elle revient en 2009, avec Portela,,. En 2010, elle ne défile pas. En 2011, elle annonce qu’elle ne défilera plus au Carnaval. En 2012, elle est le thème de l'école de samba Estácio de Sá.
En tant qu'actrice, Luma a réalisé deux feuilletons sur Rede Globo. Elle est le mannequin sensuel Dedé dans O Outro, écrit par Aguinaldo Silva, et la call-girl et apprentie espionne Ana Maria dans Meu Bem, Meu Mal, un rôle qu'elle abandonne en raison de sa première grossesse. Entre les deux personnages, Luma reçoit des invitations aux feuilletons : Top Model, Olho por Olho, Kananga do Japan et Pantanal, où elle serait Guta, mais elle les a toutes refusées. Au cinéma, elle réalise deux films des Trapalhões et joue dans Boca de Ouro, de Walter Avancini. En 2004, on lui demande de jouer la chanteuse de samba Nalva Ferrari, dans le feuilleton Senhora do Destino, d'Aguinaldo Silva, mais le rôle revient à Tânia Kalil. En 2005, elle renonce à jouer le rôle de Sônia Braga dans le classique de Nelson Rodrigues, "A Dama do Lotação". La production de la fin des années 1970 est l’un des films les plus rentables du cinéma national. Luma affirme que le film pourrait embarrasser ses enfants adolescents,. Elle a également refusé l'invitation du cinéaste Fábio Barreto, qui souhaitait que Luma joue dans la version brésilienne de la série Desperate Housewives, réalisée par lui.
En tant que femme d'affaires, elle travaille dans le secteur cosmétique, à travers FLX Consultoria e Franchising Ltda. , qui possédait la marque fantastique Clarity, fondée en 1994, à Belo Horizonte . L'entreprise est vendue en 2001 à perte et, en 2004, elle est condamnée à indemniser certains anciens franchisés pour rupture de contrat.